# Landskapsvernområde
Et landskapsvernområde er i Norge betegnelsen for en beskyttelse af et naturområde, der enten privat eller statligt iværksættes i henhold til den norske Lov om naturvern. Et landskapsvernområde er den mindst strenge form for områdebeskyttelse som findes i Norge, efter naturreservater og nationalparker. Landskapsvernområde omfatter egenartede natur- eller kulturlandskaber og bruges blandt andet for at tage vare på kulturlandskaber i aktiv brug.
Det skelnes i nogle tilfælde mellem landskapsvernområder, landskapsvernområder med dyrelivsfredning og
landskapsvernområder med plantelivsfredning. Per 1. januar 2006 havde Norge 159 landskapsvernområder med et samlet areal på 14.000 km², hvilket udgør 4,4 % af landets areal.
Landskapsvernområder oprettes med hjemmel i naturvernloven og vedtages ved såkaldt kongelig resolution. Fylkesmændene er forvaltningsmyndighed for de fleste af verneområdene. Det er ikke tilladt at iværksætte tiltag som kan skade eller forringe landskabet i sådanne områder. Jord- og skovbrug kan imidlertid fortsætte, selv om der er bestemmelser som det må tages hensyn til.

## Landskapsvernområder i Norge
Finnmark
Auskarnes, Brannsletta, Garsjøen, Oksevatnet, Sandfjorden, Straumen, Vassbotndalen, Stabbursdalen, Øvre Pasvik
Troms
Ráisduottarháldi, Skipsfjord, Store Risøya, Laugen, Prestvatn
Nordland
Eikefjelldalen, Gåsvatnan, Saltfjellet, Austre Tiplingan, Møysalen, Borgværet, Hysvær/Søla, Måstadfjellet, Røstøyan, Svellingsflaket, Åsvær, Favnvassdalen, Strandå/Os, Glomådeltaet, Østerdalen, Kvikkleirøyran, Sandværet, Øya/Langholmen
Nord-Trøndelag
Kjenstad, Skjækra
Sør-Trøndelag
Hjerkinn/Kongsvoll/Drivdalen, Austråttlunden, Været, Gaulosen, Nedre Hassel, Trollheimen, Budalen, Endalen, Forddalen, Øyungen, Knutshø, Åmotan-Grøvudalen, Åmotsdalen, Langtjønna, Froan, Hosensand, Ledalen, Kvitsanden, Vinstradalen
Møre og Romsdal
Hestad, Innerdalen, Trollheimen, Dalsida, Eikesdalsvatnet, Åmotan-Grøvudalen, Raudøya
Sogn og Fjordane
Veøy, Vingen, Utladalen, Stølsheimen, Nærøyfjorden, Ålfotbreen, Naustdal-Gjengedal
Hordaland
Skaupsjøen/Hardangerjøkulen, Berge, Sævareidberget, Stølsheimen, Fjøsanger,
Nærøyfjorden, Fedjemyrane, Brandvik, Gjuvslandslia, Ølveshovda, Rambjøra, Bondhusdalen, Ænesdalen, Hattebergsdalen, Buerdalen
Rogaland
Lyngaland, Urådalen, Lusaheia, Vormedalsheia, Synesvarden, Førland/Sletthei, Jærstrendene, Frafjordheiane, Setesdal Vesthei Ryfylkeheiane, Søndre Frøyland, Synesvarden,
Dyraheio, Kvanndalen
Vest-Agder
Havnehagen, Kalkheia, Listastrendene, Hanangervann og Kråkenesvann, Frafjordheiane, Setesdal Vesthei Ryfylkeheiane
Aust-Agder
Hovden, Setesdal Vesthei Ryfylkeheiane, Kalvøya - Ytre Tronderøya , Raet, Hasseltangen, Auesøya, Raet (Tromlingene)
Telemark
Jomfruland, Møsvatn Austfjell, Dammane, Skrimfjella, Stråholmen, Brattefjell - Vindeggen, Møsvatn Austfjell - Hondle, Møsvasstangen
Vestfold
Øvre Rød, Ormø - Færder, Bokemoa, Fritzøehus, Larvik bøkeskog, Storemyr - Fagerbakken , Bastøy
Buskerud
Tranby, Skaupsjøen/Hardangerjøkulen, Biliåsen, Indre Vassfaret, Vassfaret og Vidalen, Ultvedt, Hydalen, Fødalen, Djupdalen, Skrimfjella
Oppland
Hjerkinn/Kongsvoll/Drivdalen, Birisjølia, Østhagan, Indre Vassfaret, Vassfaret og Vidalen, Dalsida, Fokstugu, Jora, Knutshø, Dørålen, Frydalen, Grimsdalen, Vesle Hjerkinn
Hedmark
Hodalen, Londalen-Ørvilldalen, Magnilldalen-Busjødalen, Vangrøftdalen-Kjurrudalen, Knutshø, Femundslia, Dørålen, Grimsdalen
Oslo
Maridalen, Blankvann
Akershus
Kolsås/Dælivann, Semsvannet, Aurmoen, Elstad, Nordbytjern, Djupdalen, Romerike
Østfold
Valbrekke, Søndre Jeløy, Rokke, Eldøya-Sletter